# Fadrique Iglesias
Fadrique Iglesias, född 12 oktober 1980, är en friidrottare från Bolivia. Han deltog vid olympiska sommarspelen 2004 och olympiska sommarspelen 2008.